# Det Kongelige Skydeselskab (dokumentarfilm)
|  | Denne artikel er oprettet af botten Steenthbot ud fra en ekstern database. Den kan derfor have sproglige fejl eller mangler. Denne skabelon kan fjernes efter kontrol af indholdet. |

Det Kongelige Skydeselskab er en dansk dokumentarfilm fra 1948.

## Handling
Første bånd:
INDHOLD: LA div. 33 rl. 1: NFP 80 -1:
00:02:00 Tekst: Det kgl. københavnske Skydeselskab og danske Broderskab. ARkiv for billeder og film. 00:02:10 Lystfugleskydninger på Vesterbro 1931 og 1933. skydningen d. 17. juni 1931. Skydebrødrene marcherer fra hovedbygningen ud i haven, hvor der er kaffebord. Skydning fra havehus til "fugl". Præmieuddeling. 00:06:05 Lystfugleskydningen d. 14. juni 1933. brødrene marcherer ud i haven. Alle i overdådigt godt humør, sikkert efter middagen. Kaffebord i haven. Ved 00:08:25 Et slutskilt.
Ny fortekst:
00:08:45 Onsdag. Sølvgivninger på Vesterbro fra den 24. maj 1933 og 25. sept. 1948. 00:08:54 Onsdag d. 24.5.1933. Kl. Æ. Jensen. Skjolde bæres frem. Onsdag d. 7.6.1933: Jørgen E. Ohlsen. Alle i selskabstøj. Skjolde. 00:11:12 Onsdag d. 15.9.1948. Eugen Olsen. Gevær lægges i skydeholder og indstilles. Der skydes mod skive/skjold. Kortspil. Avislæsning. Hyggestue. Uddeling af præmier. Hornorkester i haven i spidsen for brødrene. Fotografering af brødrene. Leo Frederiksen, DBU ses. Prins Harald. Fornem middag. Slut ved 00:23:20.
Andet bånd:
INDHOLD: 00:02:00. Tekst: Det kgl. københavnske Skydeselskab og danske Broderskab. Arkiv for billeder og film. Tegninger og stik af meget tidligere fugleskydninger. 00:02:50 Kongefugleskydning 21. sept. Optaget af Peter Elfelt. Skydebrødre i jaket og høj hat kommer ud af bygning. Kong Christian X er med. Orkester følger efter. 00:04:02 Kongefugleskydning d. 2. september 1933. Selskabet kommer ud af bygning. 56 m. Christian X og kronprins Frederik IX er med. Paraplyerne er fremme. Hornorkester. Salutkanoner affyres. Det er skydebanen på Vesterbro. 00:05:41 Kongefugleskydning d. 2. september 1933. Selskabet kommer ud af bygning. 56 m. Chr. X og kronprins Frederik affyrer geværer. Skydeskive inspiceres. gode optagelser af selve skydningen og det fine sølvtøj, der kan vindes. Orkester spiller. 00:09:10 Gunnar Wangel: Kongefugleskydning den 25. september 1948. Forberedelserne til skydningen filmet d. 23 september.. "Fuglen" sættes op. Skydebanen på Vesterbro. Klip fra toppen af muren ud mod Skydebanegade. 00:13:24 Den 25. september. Den kgl. skydebane set udefra Vesterbrogade. Brødrene marcherer ud af bygning og ud i haven. 00:16:40 Kong Frederik IX, prins Harald (?), og andre skyder på "fuglen" der rammes flere gange. Kronen på fuglen skydes af. 00:21:17 Klip fra festmiddagen. Mere skydning. Gode klip af højtstående embedsmænd og samfundets spidser. Mere skydning. "Fuglen" er nu næsten skud helt væk. Kongen forlader selskabet. Det regner. Der sluttes af. Fin reportage. Slut 00:27:10.